# Opsterland
Opsterland község Hollandiában, Frízföld tartományban. Lakosainak száma 29 812 fő (2021. január 1.).

## Földrajza
Opsterland Smallingerland, Leek, Marum, Heerenveen, Noordenveld és Boarnsterhim községekkel határos.

## Testvértelepülések
- Beit Sahour